# 园博园站 (山东省)
园博园站是济南轨道交通1号线的地铁车站，位于中华人民共和国山东省济南市长清区崮云湖街道海棠路与丁香路交叉口北侧，2019年4月1日投入运营。沿海棠路路中绿化隔离带南北向布置。

## 车站构造
车站为路中三层鱼腹岛式车站，线路曲线半径1000m，地下一层为消防水池、消防泵房和电缆夹层，地面层主要布置变电所，地上二层为站厅层和主要设备与管理用房，地上三层为站台层。车站总长131.5m，屋顶最宽处24.38m，总高21.97m，车站总建筑面积为7764.39㎡。

## 出入口
| 編號         | 指示                         |
| ------------ | ---------------------------- |
| 出口 · A · 1 | 丁香路与海棠路交叉口南侧路西 |
| 出口 · A · 2 | 交通学院东门南侧             |
| 出口 · B · 1 | 丁香路与海棠路交叉口南侧路东 |
| 出口 · B · 2 | 园博园西门南侧160米          |

### 临近地点
- 济南国际园博园
- 山东交通学院长清校区
- 山东管理学院长清校区
- 建邦·原香溪谷